# Otto Christian von Zinzendorf
Otto Christian Graf von Zinzendorf und Pottendorf (* 29. August 1661 in Wien; † 18. Juli 1718 in Gauernitz) war ein königlich-polnischer und kurfürstlich-sächsischer Generalfeldzeugmeister.

## Leben und Werk
Er stammte aus dem Adelsgeschlecht der Grafen von Zinzendorf und Pottendorf und war der Sohn von Graf Maximilian Erasmus von Zinzendorf (* 1633; † 1672 in Regensburg) und der Anna Amalia geborenen Gräfin von Dietrichstein-Hollenburg (* 1638; † 1696 in Nürnberg). Als Exulant verließ er Niederösterreich und ging zu August dem Starken an den Hof in Dresden, dessen Gunst er erwarb. Ungeachtet dessen blieb er weiterhin Oberst-Erblandjägermeister in Österreich unter der Enns. Er kam zur Sächsischen Armee und war 1683 Freiwilliger beim Entsatz von Wien. Nach seiner Rückkehr wurde er zum Kammerherren und Oberst der Kavallerie ernannt und 1689 zum Generalmajor befördert. Beim Amtsantritt von August II. wurde er zum Generalleutnant befördert und 1697 zum wirklichen Geheimen Rat und Generalfeldzeugmeister. Als am 15. Januar 1701 der Gouverneur von Dresden Birkholz starb wurde er dessen Nachfolger und Oberkommandant der Festungen. Aber im Jahr 1708 zog er sich auf seine Güter zurück, wo er 1718 starb.
Er war mit Johanna Magdalena von Miltitz verheiratet. Die Ehe blieb kinderlos. Erben wurden seine Neffen.